# Oosterbuurt (Utrecht)
De Oosterbuurt is een buurt in 'Oost'. Oost is een wijk in Utrecht, de hoofdstad van de Nederlandse provincie Utrecht. 
De buurt ligt tegenover de Maliesingel, ter hoogte van de Sterrenwacht Sonnenborgh. De buurt bestaat uit de herenhuizen aan de Oosterstraat, en de panden aan het begin van de Zonstraat en de Parallelweg. De Oosterbuurt is gelegen aan de Oosterspoorweg, en vrijwel direct aangesloten op de Homeruslaan, een laan tussen Oudwijk en Abstede in. De Oosterbuurt grenst aan beide genoemde wijken.
Abstede · Buiten Wittevrouwen · Galgenwaard · Lodewijk Napoleonplantsoen en omgeving · Maarschalkerweerd · Oosterbuurt · Oudwijk · Rijnsweerd · Rubenslaan en omgeving · Schildersbuurt · Sterrenwijk · Tolsteegsingel en omgeving · Utrecht Science Park · Watervogelbuurt · Wilhelminapark en omgeving